# Hyposmocoma cryptogamiella
Hyposmocoma cryptogamiella — вид молі. Ендемік гавайського роду Hyposmocoma.

## Поширення
Зустрічається на островах Кауаї, Молокаї, Ланаї та Гаваї.

## Личинкова стадія
Гусениця H. cryptogamiella зустрічається на Acacia koa, Clermontia, Lantana, Metrosideros і Sophora. Вона не будує кокону, як багато Hyposmocoma, а прогризає стовбур чагарників, якими харчується.

## Синоніми
- Hyperdasys cryptogamiellus (Walsingham, 1907)
- Hyperdasyella cryptogamiella